# Пиктон (Онтарио)
Пиктон (англ. Picton, первоначальное название Халлоуэлл, англ. Hallowell) — невключённая община в составе объединённого муниципалитета Принс-Эдуард-Каунти в провинции Онтарио (Канада), административный центр этого объединённого муниципалитета. С 1837 по 1998 год имел статус малого города. Население в 2021 году около 4,5 тысячи человек.

## География
Пиктон располагается в Восточном Онтарио, на полуострове, вдающемся в озеро Онтарио в его восточной части, на берегу ответвления залива Куинти. Расстояние до Торонто — около 160 км на запад. Окружающая местность представляет собой равнину с сельскохозяйственными угодьями и песчаные пляжи вдоль побережья залива.
Площадь по данным переписи населения 2021 года 5,43 км². Пиктон — административный центр объединённого муниципалитета Принс-Эдуард-Каунти. В Пиктоне действует небольшой озёрный порт, региональное шоссе 49 соединяет коммуну с провинциальным шоссе 401, ведущим из Торонто в Монреаль.

## История

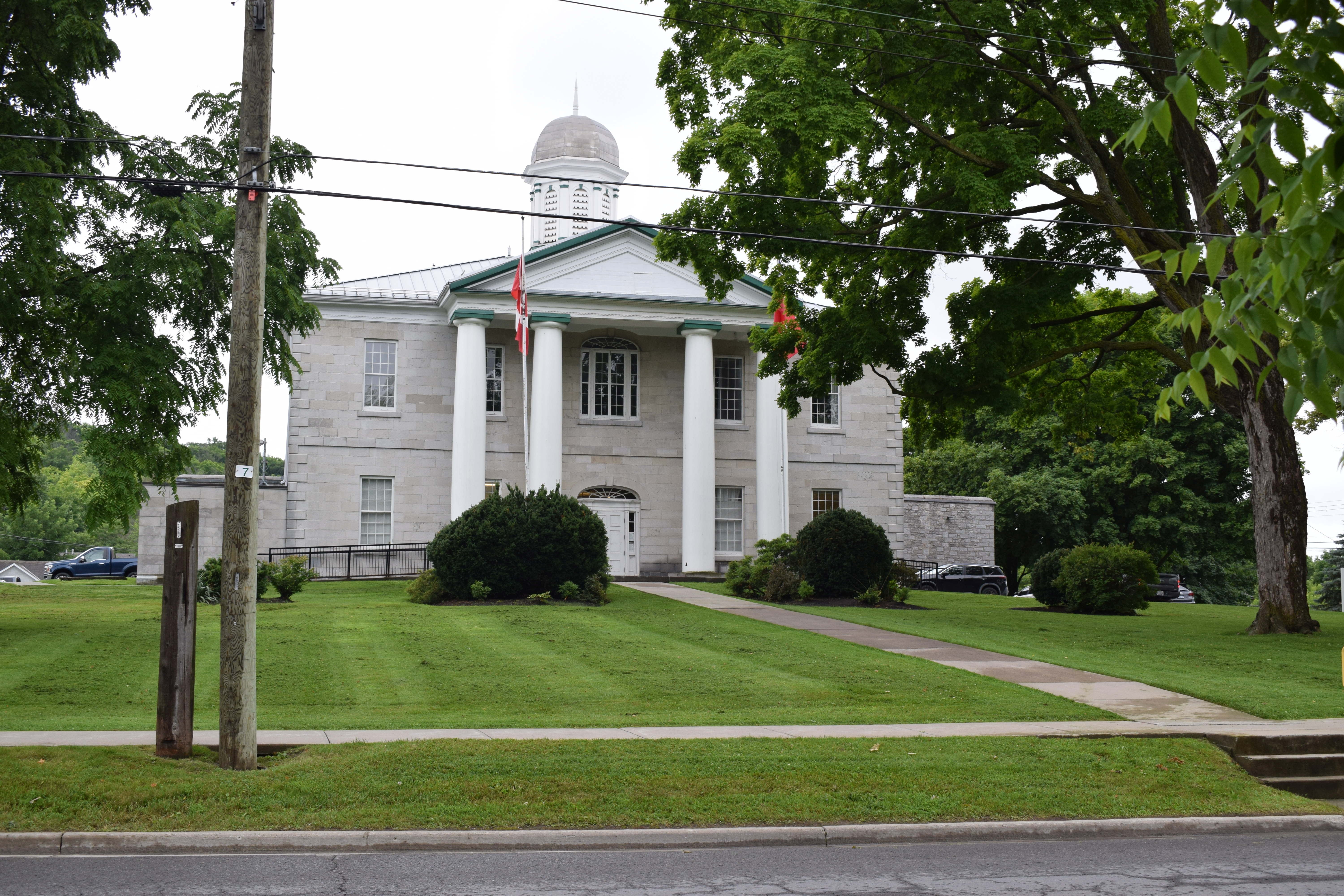
Здание суда в Пиктоне (построено в 1832 году)

Деревни Пиктон и Халоуэлл-Бридж на противоположных берегах залива Пиктон были основаны в 1780-е годы переселявшимися с юга из-за американской революции лоялистами. Доступ к деревням через местный порт стал проще со введением в 1820-е годы первых пароходов. В историю Канады Халлоуэлл вошёл как место адвокатской практики будущего премьер-министра страны Джона А. Макдональда, который вёл там дела фирмы Лаутера П. Макферсона.
В 1837 году две дерени объединились под общим названием Пиктон — в честь английского генерала Томаса Пиктона, погибшего в битве при Ватерлоо. Объединённая община получила статус малого города (англ. town). Этот статус Пиктон сохранял до 1998 года, когда вместе с ещё девятью общинами графства Принс-Эдуард был слит в объединённый муниципалитет. Пиктон остаётся административным центром муниципалитета Принс-Эдуард-Каунти.

## Население
По данным переписи населения 2021 года, в Пиктоне проживали 4508 человек — на 2,6 % больше, чем во время переписи 20161 года. При площади чуть более 5 км² плотность населения превышала 830 человек на квадратный километр. Средний возраст жителей общины составлял 52,2 года, медианный — 58 лет, что было существенно выше, чем в целом по провинции Онтарио (соответственно 41,8 и 41,6 года). Из жителей Пиктона 10 % составляли дети и подростки в возрасте до 14 лет включительно и более трети — жители пенсионного возраста (65 лет и старше, в том числе 5 % — люди в возрасте от 85 лет и старше).
На 2021 год в официальном или незарегистрированном браке состояли около 55 % жителей Пиктона в возрасте 15 лет и старше. Средний размер статистической семьи составлял 2,5 человека. В большинстве семей дети не жили вместе с родителями, в семьях, где дети жили с родителям, в среднем было 1,6 ребёнка. При этом семьи с родителем-одиночкой составляли более чем 40 % от общего числа семей с детьми. Средний размер домхозяйства в 2021 году — 1,9 человека, почти в 40 % домохозяйств был только один человек.
9 % жителей Пиктона в 2021 году были иммигрантами, при этом 70 % из них прибыли в страну до 1990 года. Треть от общего числа иммигрантов составляли выходцы из Великобритании, другие значительные диаспоры представляли США и Германию. Более чем для 90 % населения английский язык был родным, 7,5 % владели одновременно английским и французским.
Из жителей в возрасте 15 лет и старше 16 % не имели оконченного среднего образования, около 30 % окончили среднюю школу, столько же получили профессионально-техническое образование или окончила колледж, не дающий академической степени, и почти четверть имели высшее образование от бакалавра и выше. Значительные группы населения получили образование в сфере здравоохранения, а также бизнеса, менеджмента и маркетинга и общественных наук и юриспруденции.

## Экономика

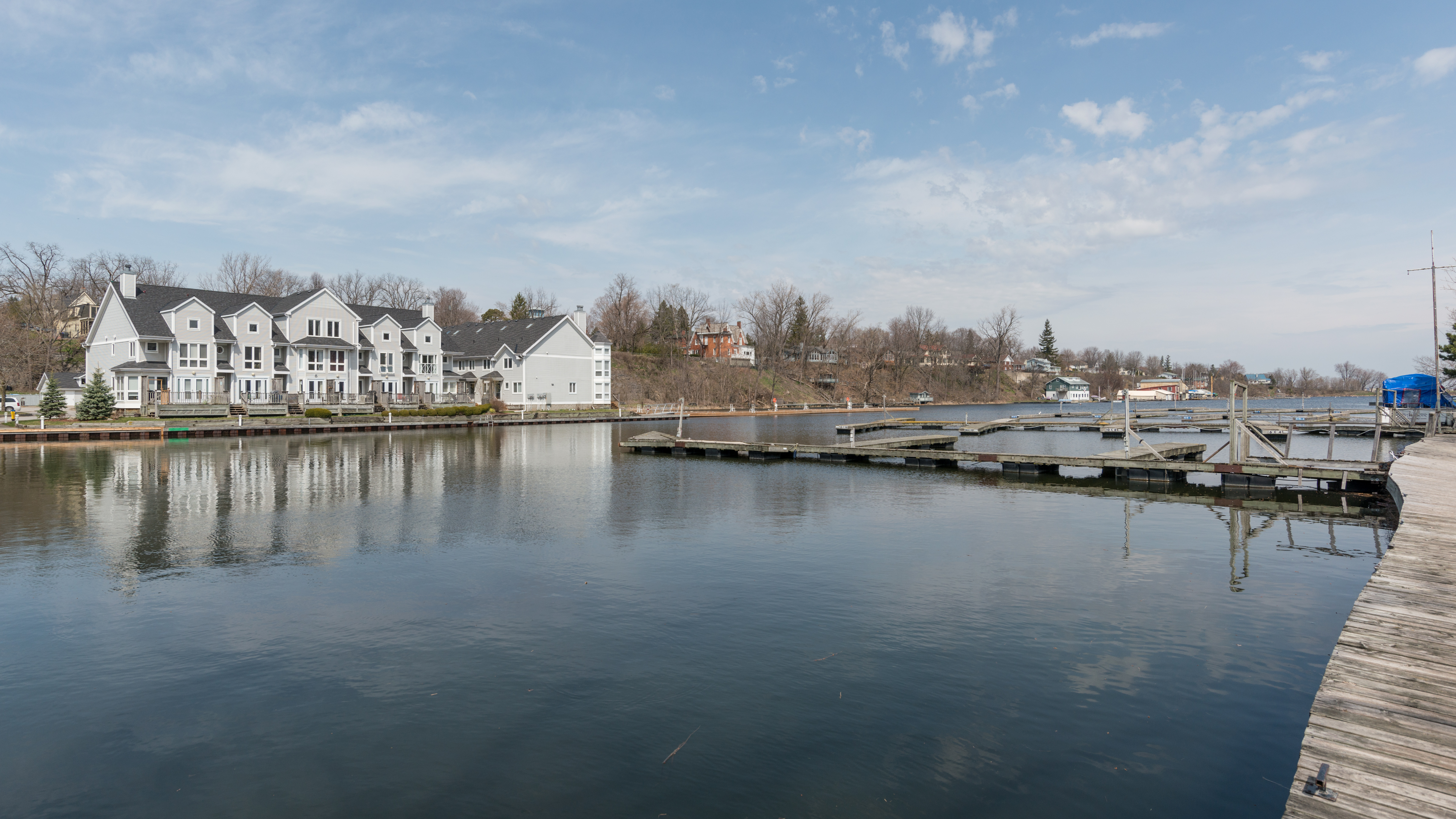
Порт Пиктона

После создания объединённого муниципалитета Принс-Эдуард-Каунти Пиктон продолжает выступать в качестве порта регионального значения и центра оказания услуг для окружающих сельскохозяйственных общин. Он также является местом пребывания администрации объединённого муниципалитета. Важную роль в экономике как муниципалитета в целом, так и Пиктона в частности играет индустрия туризма. Среди туристических достопримечательностей Пиктона — усадьбы (замки) Рикартон и Вильнёв.
В 2020 году чуть менее 45 % населения Пиктона в возрасте от 15 лет и старше входили в число трудоспособных граждан Канады. Уровень безработицы среди трудоспособной части населения составлял 13,3 %. 3/4 трудоустроенных жителей были наёмными работниками. Самые большие группы населения были заняты в торговле и сфере услуг, бизнесе, финансах и деловом администрировании.
Медианный доход на жителя в возрасте от 15 лет и старше в 2020 году составлял 35,6 тыс. долларов (32,8 тысячи после налогов), средний — 46 720 долларов (39 840 после налогов). Как суммарный доход, так и доход после налогов был существенно (на 5—10 тысяч) ниже, чем в среднем по провинции. Медианный доход на экономическую семью после вычета налогов составлял 75 тысяч долларов, на домохозяйство — 57,2 тысячи.